# News At 7:30
News At 7:30（ニュース アット セブンサーティー）とは、香港の民間テレビ局無綫電視(TVB)の外国語放送チャンネルである明珠台で、毎日中国標準時19:30より放送している英語ニュース番組である。

## 概要
1967年11月19日のTVB開局以来放送され、明珠台で放送されるニュース番組の中心となっている。当初は19:00からの放送であったが、途中幾度かの放送形態の変更があり、最終的に1995年に19:30からの放送に改められ、以来このタイトルで定着した。
内容は、翡翠台で放送されるニュース番組の「六點半新聞報道」とほぼ同じ内容を英語にしたものだが、放送対象を香港在住の外国人向けとしている為、香港ローカルのニュースよりも、国際ニュースに重きを置いた構成となっている。
19:55からは、天気予報番組である「Weather Report」が放送される。
放送中は、画面下部に英語による字幕が表示されている。
出演者は、男女1名ずつのキャスター2名で、香港人だけではなく、TVBに在籍しているイギリス人キャスターも出演しており、数名の担当者が1週間程度で交代しながらで担当している。スポーツニュースのキャスターはおらず、2名のうちいずれかが担当する。

## 放送時間
- 毎日： 19:30～19:55（中国標準時）

## キャスター
- 男性：Chris Lincoln、Jameson Wong、蘇霑霈（Jimmy So）、Patrick Fok
- 女性：林楚芹（Jenny Lam）、Tesa Arcilla、Samantha Butler、Emma Jones、周潔儀（Peri Chow）

## 番組内容
- メインニュース（内外の重要なニュースを数本放送）
- コマーシャル後の放送内容説明
- コマーシャル（約2分）
- ニュース
- スポーツニュース（プレミアリーグを始めとする海外のサッカーやテニス、時にはクリケットなどを中心に取り上げる）
- 軽い話題（無い場合も多い）

## オープニング・エンディング曲
現在の曲は1995年に変更されたもので、TVB翡翠台のニュース番組「六點半新聞報道」共通である。